# Stärkenatriumoctenylsuccinate
Stärkenatriumoctenylsuccinate sind Derivate der Stärke, die zu den Stärkeestern gehören. Diese modifizierte Stärke wird als Lebensmittelzusatzstoff eingesetzt und trägt die Kennzeichnung E 1450.

## Herstellung
Stärkenatriumoctenylsuccinate werden durch Umsetzung von Stärke mit technischem Octenylbernsteinsäureanhydrid  in einer polymeranalogen Reaktion hergestellt. Da bei dieser Reaktion nicht alle Hydroxygruppen reagieren, entstehen Gemische mit unterschiedlich hohem Substitutionsgrad. Der Veresterungsgrad dieser Reaktion ist jedoch weitaus geringer als bei anderen Stärke-Derivaten. Auch der Substitutionsgrad der einzelnen Stärkebausteine innerhalb eines Polymers kann unterschiedlich hoch ausfallen. Dem E 1450 werden drei CAS-Nummern (66829-29-6, 70714-61-3 und 52906-93-1) zugeordnet, da sowohl Stärkebausteine, die eine Doppelbindung im C8- Substituenten (in folgender Abbildung schematisch veranschaulicht) als auch solche ohne C=C-Doppelbindung, also mit einem Octanylrest, entstehen können:
Dennoch wird E 1450 allgemein Stärkenatriumoctenylsuccinat genannt.

## Verwendung

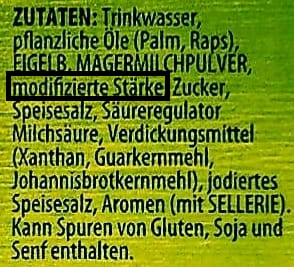
Zutatenliste: Inhaltsstoffangabe von modifizierter Stärke ohne Angabe der E-Nummer

E 1450 wird sowohl als Verdickungsmittel als auch als Emulgator verwendet. Er quillt bereits in kaltem Wasser und stabilisiert Wasser/Öl-Emulsionen. Zudem bildet es stabile, gefrierstabile Schäume. Dieser Zusatzstoff wird hauptsächlich für Cremespeisen sowie Desserts und Backfüllungen verwendet. Dabei wird dieser Zusatzstoff auf der Zutatenliste häufig nur als modifizierte Stärke deklariert.

## Rechtliche Situation
In der Europäischen Union sind die Lebensmittelzusatzstoffe gemäß des Anhangs II der Verordnung (EG) Nr. 1333/2008 (Stand August 2021) sowie in der Schweiz, gemäß der Zusatzstoffverordnung (ZuV) (Stand: Juli 2020) aufgelistet. Die Verwendung von Stärkenatriumoctenylsuccinaten ist weiterhin zugelassen. Für Säuglings- und Kleinkindnahrung besteht eine Höchstmengenbeschränkung von 50 Gramm Zusatzstoff pro Kilogramm Lebensmittel.

## Gesundheitliche Risiken
Da das Natriumstärkeoctenlysuccinat wie natürliche Stärke verdaut wird, gilt sie als gesundheitlich unbedenklich. Es existiert keine Angabe für die erlaubte Tagesdosis.